# Viktor Chalimov
Temple de la renommée russe : 2014
Viktor Ivanovitch Chalimov  - en russe Виктор Иванович Шалимов - (né le 20 avril 1951 à Solnetchnogorsk en URSS) est un joueur professionnel russe de hockey sur glace.

## Carrière de joueur
Il commence sa carrière professionnelle en championnat d'URSS avec le HC Spartak Moscou en 1969. Il remporte un titre de champion avec l'équipe en 1976. Il termine avec un bilan de 572 matchs et 293 buts en élite russe. En 1985, il part en Autriche et devient entraîneur-joueur Innsbrucker EV. En 1988, il met un terme à sa carrière après une saison avec l'EC Salzbourg.

## Carrière internationale
Il a représenté l'URSS à 126 reprises (66 buts) sur une période de huit saisons entre 1972 à 1982. L'équipe a remporté les Jeux olympiques en 1976. Il a participé à cinq éditions des championnats du monde pour un bilan de trois médailles d'or, une d'argent et une de bronze.

## Trophées et honneurs personnels
Championnat du monde
- 1975 : termine meilleur pointeur.
- 1975 : termine meilleur buteur.
- 1982 : élu meilleur attaquant.
- 1982 : termine meilleur buteur.

URSS
- 1976 : termine meilleur pointeur.
- 1976, 1980 : élu dans la meilleure ligne.
- 1976, 1982 : élu dans l'équipe d'étoiles.

## Statistiques
Pour les significations des abréviations, voir Statistiques du hockey sur glace.

### En équipe nationale
| Année | Équipe | Compétition |    | PJ | B | A  | Pts | Pun                |  | Résultat |
| 1975  | URSS   | CM          | 10 | 11 | 8 | 19 |     | Médaille d'or      |  |          |
| 1976  | URSS   | JO          |    |    |   |    |     | Médaille d'or      |  |          |
| 1976  | URSS   | CM          | 10 | 3  | 5 | 8  | 2   | Médaille d'argent  |  |          |
| 1976  | URSS   | CC          | 1  | 0  | 1 | 0  | 0   | Médaille de bronze |  |          |
| 1977  | URSS   | CM          | 6  | 4  | 0 | 4  | 0   | Médaille de bronze |  |          |
| 1981  | URSS   | CM          |    |    |   |    |     | Médaille d'or      |  |          |
| 1982  | URSS   | CM          |    |    |   |    |     | Médaille d'or      |  |          |